# Alter Mann

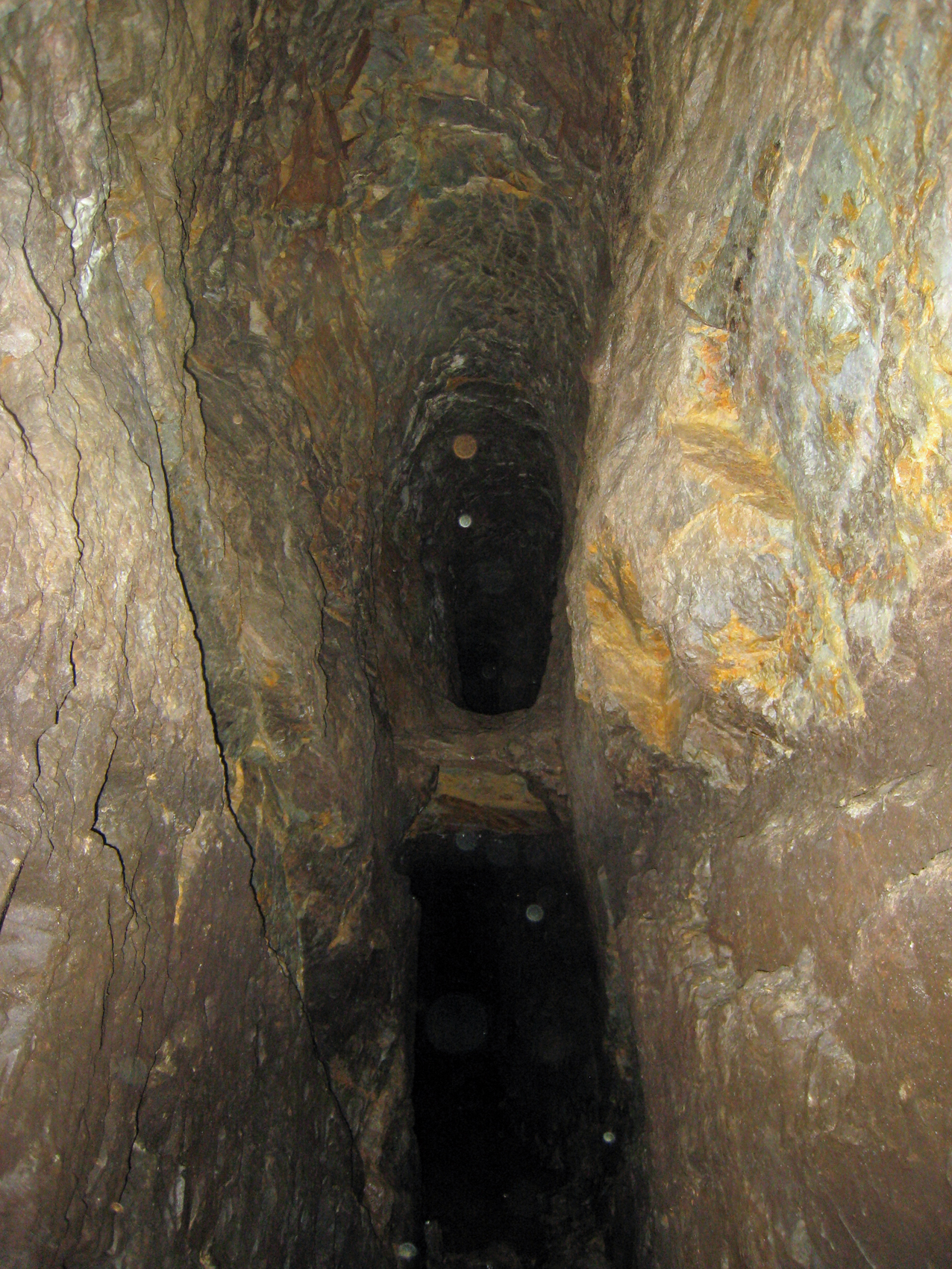
Stollen der Grube Arago (16./17. Jh., unten) mit Altem Mann (12./13. Jh., oben)

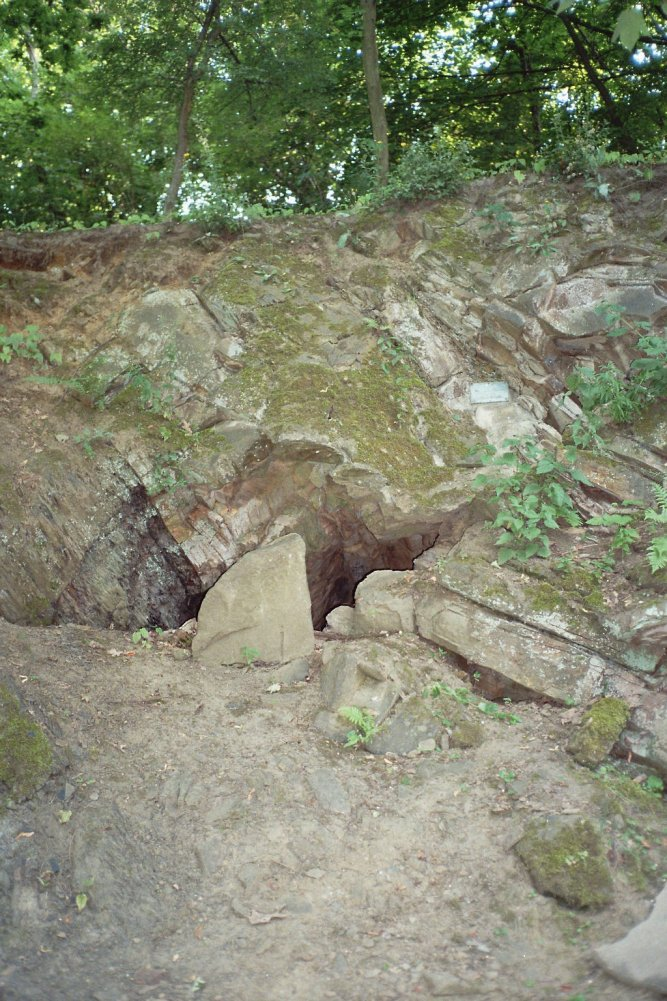
Ein Alter Mann im Geologischen Garten Bochum

Als Alter Mann (auch der Alte oder Altermann, Mehrzahl: Altmänner) werden im Bergbau abgebaute und verlassene, mit Versatz gefüllte oder zu Bruch gegangene bergmännisch erzeugte Hohlräume bezeichnet. Ebenfalls als Alter Mann werden abgesperrte Grubenbaue bezeichnet.

## Begriffsherkunft
Im Oberharzer Bergbau wurden seit Beginn der Neuzeit die Bergleute des Mittelalters als Alter Mann bezeichnet. Auch in anderen Bergrevieren wurden die Bergbautreibenden aus früherer Zeit so genannt. Später kam der Begriff für die von den mittelalterlichen Bergleuten angelegten Stollen auf. Trafen die Bergleute bei ihrer Arbeit auf einen Grubenbau, in dem bereits ein Vorfahre gearbeitet hatte, sagten sie: „Der Alte Mann ist da gewesen.“
Im sauerländischen Bergrevier schrieben die Bergleute den Ausdruck Alter Mann auf ein Papier, wenn sie bei ihrer Arbeit auf einen alten, abgebauten Lagerstättenteil trafen. Den Vorgang, wenn in diesen alten Lagerstättenteil durchgeschlagen wurde, bezeichneten die Bergleute als „in den alten Mann schlagen“. Wurden aus dem alten bereits bearbeiteten Bereich Mineralien herausgeklaubt oder ein eingestürzter alter Bereich wieder aufgewältigt, so nannten die Bergleute dies „in den alten Mann bauen“.
Später wurde der Ausdruck Alter Mann im gesamten Bergbau für alle abgebauten Lagerstättenanteile verwendet.

## Vorgänge im Alten Mann
Wenn in einem Grubenbau der Ausbau geraubt wurde und das Deckgebirge nicht mehr abgestützt wird, beginnt dieses allmählich einzubrechen. Wann das Gebirge einbricht und wie diese Verbruchsvorgänge verlaufen, lässt sich nur schwer vorhersagen. Zu den hereinbrechenden Gebirgsmassen kommen bereits absichtlich als Versatzmassen eingebrachte Bergematerialien. Auch verbleiben im Alten Mann Reste des abgebauten Minerals. Der Alte Mann wird nicht mehr planmäßig bewettert. In den nicht mehr bewetterten Bereichen kommt es, je nach örtlichen Gegebenheiten, zu Gasansammlungen. Im Steinkohlenbergbau kann sich in den Hohlräumen Methan ansammeln. Allmählich füllt sich der Hohlraum selbst mit Gestein. Durch den Gebirgsdruck werden die Bergematerialien zusammengedrückt und gesintert. Es kann vorkommen, dass Teile des Hohlraums nicht verfüllt werden, in diese verbleibenden Hohlräume kann Grubenwasser eindringen und sich dort ansammeln.

## Gefahren
Da das Hangende im Alten Mann jederzeit einbrechen kann, ist der Aufenthalt dort lebensgefährlich. Auch droht Gefahr durch böse Wetter. Solche Bereiche werden, wenn sie noch zugänglich sind, mit einem Andreaskreuz gekennzeichnet und abgeschlossen. Trotz all dieser Gefahren flüchteten im Oktober 1963 in einem Erzbergwerk in Lengede 21 Bergleute in einen Alten Mann und konnten sich dort 14 Tage aufhalten, bis elf von ihnen gerettet wurden. Bekannt wurde dies als das Wunder von Lengede.
Wenn beim Steinkohlenbergbau im Alten Mann Reste von Kohlenklein verbleiben, kann dies unter bestimmten Voraussetzungen zu einem Brand im Alten Mann führen. Trifft der Bergmann bei der Arbeit auf einen Alten Mann, in dem sich Wasser angesammelt hat, so kann er, je nach angesammelter Wassermenge, in große Gefahr geraten. Aufgrund der Gasansammlungen im Alten Mann herrscht, je nach Zusammensetzung der Gasgemische, Explosionsgefahr. An der Erdoberfläche führen eingestürzte Altmänner zu Bodensenkungen oder zu Tagesbrüchen und in der Folge zu Bergschäden.
Wenn der Alte Mann korrekt kartiert wurde, können Bergleute ihn umgehen oder einplanen. Gefährlich wird er, wenn keine korrekten Risswerke vorhanden sind, so beim Bergbau aus vorhistorischer Zeit oder bei Bergwerken, deren Dokumente nicht erhalten sind.